# Ceroplastes spicatus
Ceroplastes spicatus är en insektsart som beskrevs av Hall 1937. Ceroplastes spicatus ingår i släktet Ceroplastes och familjen skålsköldlöss. Inga underarter finns listade i Catalogue of Life.